# فرودگاه کارل فوولسم
فرودگاه کارل فوولسم (به انگلیسی: Carl Folsom Airport) یک فرودگاه همگانی بهره‌برداری هوایی است که یک باند فرود آسفالت دارد و طول باند آن ۹۳۰ متر است. این فرودگاه در شهر البا، آلاباما کشور ایالات متحده آمریکا قرار دارد و در ارتفاع ۷۹ متری از سطح دریا واقع شده‌است.